# Puerto Rico az 1984. évi téli olimpiai játékokon
Puerto Rico a jugoszláviai Szarajevóban megrendezett 1984. évi téli olimpiai játékok egyik részt vevő nemzete volt. Az országot az olimpián 1 sportágban 1 sportoló képviselte, aki érmet nem szerzett. Puerto Rico először vett részt a téli olimpiai játékokon.

## Szánkó
| Versenyző     | Versenyszám | 1. futam | 1. futam | 2. futam | 2. futam | 3. futam | 3. futam | 4. futam | 4. futam | Összesítés | Összesítés |
| Versenyző     | Versenyszám | Idő      | Hely.    | Idő      | Hely.    | Idő      | Hely.    | Idő      | Hely.    | Idő        | Helyezés   |
| ------------- | ----------- | -------- | -------- | -------- | -------- | -------- | -------- | -------- | -------- | ---------- | ---------- |
| George Tucker | Férfi egyes | 53,962   | 31.      | 52,907   | 31.      | 53,271   | 31.      | 52,873   | 30.      | 3:33,013   | 30.        |